# Trophée Eric Bompard
Trofeul Eric Bompard este o competiție anuală de patinaj artistic. De obicei, competiția se desfășoară la Paris, dar în 1991 concursul s-a mutat la Albertville, iar în 1995 la Bordeaux. Din 1997 până în 2003 trofeul se numea Trophée Lalique.

## Medaliați

### Masculin
| Anul | Locația     | Aur                    | Argint                 | Bronz                  |
| 1987 | Paris       | Petr Barna             | Angelo D'Agostino      | Paul Robinson          |
| 1988 | Paris       | Paul Wylie             | Gregor Filipowski      | Michael Slipchuk       |
| 1989 | Paris       | Viacheslav Zagorodniuk | Gregor Filipowski      | Norm Proft             |
| 1990 | Paris       | Christopher Bowman     | Viacheslav Zagorodniuk | Elvis Stojko           |
| 1991 | Albertville | Kurt Browning          | Viacheslav Zagorodniuk | Alexei Urmanov         |
| 1992 | Albertville | Mark Mitchell          | Eric Millot            | Sébastien Britten      |
| 1993 | Paris       | Todd Eldredge          | Philippe Candeloro     | Viacheslav Zagorodniuk |
| 1994 | Lyon        | Philippe Candeloro     | Eric Millot            | Michael Chack          |
| 1995 | Bordeaux    | Ilia Kulik             | Eric Millot            | Elvis Stojko           |
| 1996 | Paris       | Todd Eldredge          | Viacheslav Zagorodniuk | Michael Weiss          |
| 1997 | Paris       | Alexei Yagudin         | Philippe Candeloro     | Igor Pashkevitch       |
| 1998 | Paris       | Alexei Yagudin         | Michael Weiss          | Emanuel Sandhu         |
| 1999 | Paris       | Alexei Yagudin         | Vincent Restencourt    | Ivan Dinev             |
| 2000 | Paris       | Alexei Yagudin         | Stanick Jeannette      | Roman Serov            |
| 2001 | Paris       | Alexei Yagudin         | Todd Eldredge          | Andrejs Vlashenko      |
| 2002 | Paris       | Michael Weiss          | Zhang Min              | Takeshi Honda          |
| 2003 | Paris       | Evgeni Plushenko       | Kevin Van Der Perren   | Michael Weiss          |
| 2004 | Paris       | Johnny Weir            | Brian Joubert          | Emanuel Sandhu         |
| 2005 | Paris       | Jeffrey Buttle         | Brian Joubert          | Gheorghe Chiper        |
| 2006 | Paris       | Brian Joubert          | Alban Préaubert        | Sergei Dobrin          |
| 2007 | Paris       | Patrick Chan           | Sergei Voronov         | Alban Préaubert        |
| 2008 | Paris       | Patrick Chan           | Takahiko Kozuka        | Alban Préaubert        |
| 2009 | Paris       | Nobunari Oda           | Tomáš Verner           | Adam Rippon            |

### Feminin
| Anul | Locația     | Aur              | Argint             | Bronz             |
| 1987 | Paris       | Jill Trenary     | Agnes Gosselin     | Patricia Neske    |
| 1988 | Paris       | Claudia Leistner | Natalia Gorbenko   | Evelyn Grossmann  |
| 1989 | Paris       | Surya Bonaly     | Holly Cook         | Laetitia Hubert   |
| 1990 | Paris       | Surya Bonaly     | Lenka Kulovana     | Nancy Kerrigan    |
| 1991 | Albertville | Midori Ito       | Kristi Yamaguchi   | Nancy Kerrigan    |
| 1992 | Albertville | Surya Bonaly     | Karen Preston      | Laetitia Hubert   |
| 1993 | Paris       | Surya Bonaly     | Mila Kajas         | Lisa Sargeant     |
| 1994 | Lyon        | Surya Bonaly     | Tonia Kwiatkowski  | Michelle Kwan     |
| 1995 | Bordeaux    | Josée Chouinard  | Chen Lu            | Surya Bonaly      |
| 1996 | Paris       | Michelle Kwan    | Maria Butyrskaya   | Tara Lipinski     |
| 1997 | Paris       | Laetitia Hubert  | Tara Lipinski      | Vanessa Gusmeroli |
| 1998 | Paris       | Maria Butyrskaya | Nicole Bobek       | Vanessa Gusmeroli |
| 1999 | Paris       | Maria Butyrskaya | Viktoria Volchkova | Sarah Hughes      |
| 2000 | Paris       | Maria Butyrskaya | Viktoria Volchkova | Jennifer Kirk     |
| 2001 | Paris       | Maria Butyrskaya | Sarah Hughes       | Sasha Cohen       |
| 2002 | Paris       | Sasha Cohen      | Yoshie Onda        | Alisa Drei        |
| 2003 | Paris       | Sasha Cohen      | Shizuka Arakawa    | Julia Sebestyen   |
| 2004 | Paris       | Joannie Rochette | Carolina Kostner   | Julia Sebestyen   |
| 2005 | Paris       | Mao Asada        | Sasha Cohen        | Shizuka Arakawa   |
| 2006 | Paris       | Kim Yu-Na        | Miki Ando          | Kimmie Meissner   |
| 2007 | Paris       | Mao Asada        | Kimmie Meissner    | Ashley Wagner     |
| 2008 | Paris       | Joannie Rochette | Mao Asada          | Caroline Zhang    |
| 2009 | Paris       | Kim Yu-Na        | Mao Asada          | Yukari Nakano     |

### Perechi
| Anul | Locația     | Aur                                   | Argint                                | Bronz                                 |
| 1987 | Paris       | Natalie Seybold / Wayne Seybold       | Yulia Bistrova / Aleksandr Tarasov    | Laurene Collin / John Penticost       |
| 1988 | Paris       | Elena Bechke / Denis Petrov           | Mandy Wötzel / Axel Rauschenbach      | Katy Keely / Joseph Mero              |
| 1989 | Paris       | Mandy Wötzel / Axel Rauschenbach      | Isabelle Brasseur / Lloyd Eisler      | Radka Kovarikova / Rene Novotny       |
| 1990 | Paris       | Elena Bechke / Denis Petrov           | Evgenia Chernysheva / Dmitri Sukhanov | Michelle Menzies / Kevin Wheeler      |
| 1991 | Albertville | Natalia Mishkutionok / Artur Dmitriev | Radka Kovarikova / Rene Novotny       | Elena Bechke / Denis Petrov           |
| 1992 | Albertville | Evgenia Shishkova / Vadim Naumov      | Radka Kovarikova / Rene Novotny       | Karen Courtland / Todd Reynolds       |
| 1993 | Paris       | Natalia Mishkutionok / Artur Dmitriev | Marina Eltsova / Andrei Bushkov       | Jenni Meno / Todd Sand                |
| 1994 | Lyon        | Marina Eltsova / Andrei Bushkov       | Elena Berezhnaya / Oleg Shliakhov     | Mandy Wötzel / Ingo Steuer            |
| 1995 | Bordeaux    | Elena Berezhnaya / Oleg Sliakov       | Oksana Kazakova / Artur Dmitriev      | Jenni Meno / Todd Sand                |
| 1996 | Paris       | Oksana Kazakova / Artur Dmitriev      | Jenni Meno / Todd Sand                | Elena Berezhnaya / Anton Sikharulidze |
| 1997 | Paris       | Elena Berezhnaya / Anton Sikharulidze | Mandy Wötzel / Ingo Steuer            | Shen Xue / Zhao Hongbo                |
| 1998 | Paris       | Sarah Abitbol / Stephane Bernadis     | Kyoko Ina / John Zimmerman            | Marina Eltsova / Andrei Bushkov       |
| 1999 | Paris       | Sarah Abitbol / Stephane Bernadis     | Tatiana Totmianina / Maxim Marinin    | Dorota Zagórska / Mariusz Siudek      |
| 2000 | Paris       | Elena Berezhnaya / Anton Sikharulidze | Jamie Sale / David Pelletier          | Kyoko Ina / John Zimmerman            |
| 2001 | Paris       | Elena Berezhnaya / Anton Sikharulidze | Kyoko Ina / John Zimmerman            | Sarah Abitbol / Stephane Bernadis     |
| 2002 | Paris       | Tatiana Totmianina / Maxim Marinin    | Sarah Abitbol / Stephane Bernadis     | Pang Qing / Tong Jian                 |
| 2003 | Paris       | Zhang Dan / Zhang Hao                 | Tatiana Totmianina / Maxim Marinin    | Tiffany Scott / Philip Dulebohn       |
| 2004 | Paris       | Shen Xue / Zhao Hongbo                | Maria Petrova / Alexei Tikhonov       | Pang Qing / Tong Jian                 |
| 2005 | Paris       | Tatiana Totmianina / Maxim Marinin    | Pang Qing / Tong Jian                 | Valerie Marcoux / Craig Buntin        |
| 2006 | Paris       | Maria Petrova / Alexei Tikhonov       | Rena Inoue / John Baldwin             | Julia Obertas / Sergei Slavnov        |
| 2007 | Paris       | Zhang Dan / Zhang Hao                 | Pang Qing / Tong Jian                 | Maria Mukhortova / Maxim Trankov      |
| 2008 | Paris       | Aliona Savchenko / Robin Szolkowy     | Maria Mukhortova / Maxim Trankov      | Meagan Duhamel / Craig Buntin         |
| 2009 | Paris       | Maria Mukhortova / Maxim Trankov      | Jessica Dubé / Bryce Davison          | Aliona Savchenko / Robin Szolkowy     |

### Dans pe gheață
| Anul | Locația     | Aur                                     | Argint                                  | Bronz                                   |
| 1987 | Paris       | Lia Trovati / Roberto Pelizzola         | Susan Wynne / Joseph Druar              | Corinne Palliard / Didier Courtois      |
| 1988 | Paris       | Susan Wynne / Joseph Druar              | Sharon Jones / Paul Askham              | Oksana Grishuk / Alexandr Chichkov      |
| 1989 | Paris       | Anjelika Krylova / Vladimir Leliuk      | April Sargeant Thomas / Russ Witherby   | Susanna Rahkamo / Petri Kokko           |
| 1990 | Paris       | Stefania Calegari / Pasquale Camerlengo | Sophie Moniotte / Pascal Lavanchy       | Anjelika Krylova / Vladimir Leliuk      |
| 1991 | Albertville | Anjelika Krylova / Vladimir Fedorov     | Dominique Yvon / Frederic Palluel       | Katerina Mrazova / Martin Simecek       |
| 1992 | Albertville | Sophie Moniotte / Pascal Lavanchy       | Irina Romanova / Igor Yaroshenko        | Elena Kustarova / Oleg Ovsiannikov      |
| 1993 | Paris       | Irina Lobacheva / Ilia Averbukh         | Elizabeth Punsalan / Jerod Swallow      | Marina Anissina / Gwendal Peizerat      |
| 1994 | Lyon        | Marina Anissina / Gwendal Peizerat      | Elizabeth Punsalan / Jerod Swallow      | Katerina Mrazova / Martin Simecek       |
| 1995 | Bordeaux    | Oksana Grishuk / Evgeni Platov          | Marina Anissina / Gwendal Peizerat      | Irina Romanova / Igor Yaroshenko        |
| 1996 | Paris       | Marina Anissina / Gwendal Peizerat      | Elizabeth Punsalan / Jerod Swallow      | Irina Romanova / Igor Yaroshenko        |
| 1997 | Paris       | Oksana Grishuk / Evgeni Platov          | Marina Anissina / Gwendal Peizerat      | Irina Romanova / Igor Yaroshenko        |
| 1998 | Paris       | Marina Anissina / Gwendal Peizerat      | Barbara Fusar-Poli / Maurizio Margaglio | Margarita Drobiazko / Povilas Vanagas   |
| 1999 | Paris       | Marina Anissina / Gwendal Peizerat      | Barbara Fusar-Poli / Maurizio Margaglio | Margarita Drobiazko / Povilas Vanagas   |
| 2000 | Paris       | Marina Anissina / Gwendal Peizerat      | Irina Lobacheva / Ilia Averbukh         | Kati Winkler / Rene Lohse               |
| 2001 | Paris       | Marina Anissina / Gwendal Peizerat      | Shae-Lynn Bourne / Victor Kraatz        | Margarita Drobiazko / Povilas Vanagas   |
| 2002 | Paris       | Elena Grushina / Ruslan Goncharov       | Isabelle Delobel / Olivier Schoenfelder | Tanith Belbin / Benjamin Agosto         |
| 2003 | Paris       | Albena Denkova / Maxim Staviyski        | Marie-France Dubreuil / Patrice Lauzon  | Isabelle Delobel / Olivier Schoenfelder |
| 2004 | Paris       | Tatiana Navka / Roman Kostomarov        | Albena Denkova / Maxim Staviyski        | Isabelle Delobel / Olivier Schoenfelder |
| 2005 | Paris       | Elena Grushina / Ruslan Goncharov       | Isabelle Delobel / Olivier Schoenfelder | Federica Faiella / Massimo Scali        |
| 2006 | Paris       | Albena Denkova / Maxim Staviski         | Isabelle Delobel / Olivier Schoenfelder | Federica Faiella / Massimo Scali        |
| 2007 | Paris       | Isabelle Delobel / Olivier Schoenfelder | Jana Khokhlova / Sergei Novitski        | Meryl Davis / Charlie White             |
| 2008 | Paris       | Isabelle Delobel / Olivier Schoenfelder | Federica Faiella / Massimo Scali        | Sinead Kerr / John Kerr                 |
| 2009 | Paris       | Tessa Virtue / Scott Moir               | Nathalie Péchalat / Fabian Bourzat      | Sinead Kerr / John Kerr                 |